# GSC744-733-1
GSC744-733-1 — хімічно пекулярна зоря спектрального класу A0, що має видиму зоряну величину в смузі V приблизно 11,0.